# عذراء كوسوفو

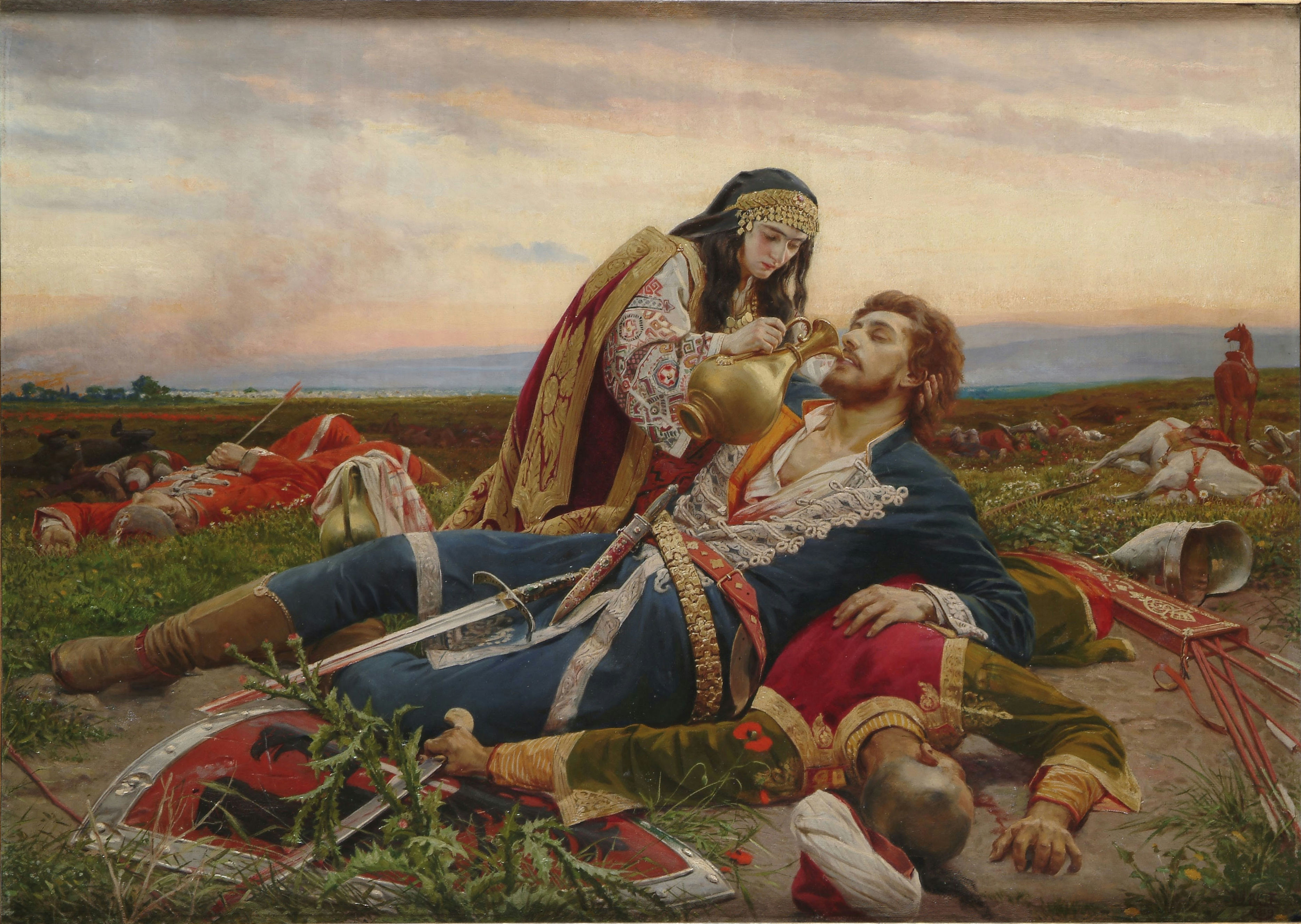
Uroš Predić's في عذراء كوسوفو.

عذراء كوسوفو أو عذراء حقل شحرور (بالصربية: Kosovka devojka، Косовка девојка) هي شخصية محورية في قصيدة بنفس الاسم، وهي جزء من دورة كوسوفو في الشعر الملحمي الصربي. في ذلك، وجمال الشباب يبحث في ساحة المعركة لزوجها مخطوبة ويساعد جرح المحاربين الصربي مع الماء، والنبيذ والخبز بعد معركة كوسوفو في 1389 بين صربيا والإمبراطورية العثمانية. انها في نهاية المطاف يجد الجرحى والموت محارب بافل Orlović الذي يخبرها أن خطيبها ميلان توبليتشا ودمه الاخوة ميلوش أوبيليتش وايفان Kosančić قد لقوا حتفهم. قبل المعركة أنها أعطت لها عباءة، خاتم ذهبي والحجاب الزفاف كما وعد العودة الآمنة، ولكنهم قتلوا وأشار بافل لاتجاه الجثث.